# أمبرغ
أمبرغ (بالألمانية: Amberg) هي مقاطعة حضرية، وبلدية ومركز إقليمي كبير يقع في ألمانيا في بالاتينات العليا.

## المدن التوأمة
مدن فرايبرغ، ديسينزانو دل غاردا، باد برغزابرن، Bystrzyca Kłodzka، غرتزريد، كراني، بيريغو، اشنايتنباخ، تريكالا، أوستي ناد أورليتسي، Gmina Bystrzyca Kłodzka و سيلنيارفي هي مدن توأمة لـأمبرغ.

## أعلام
- فريدريك الخامس
- روبرشت الثاني
- سارا ديبريتز
- ويلهلم ويرث
- أوغست كراكاو
- جوهانس هارتمان
- هاينر فلايشمان